# Energia idroelettrica

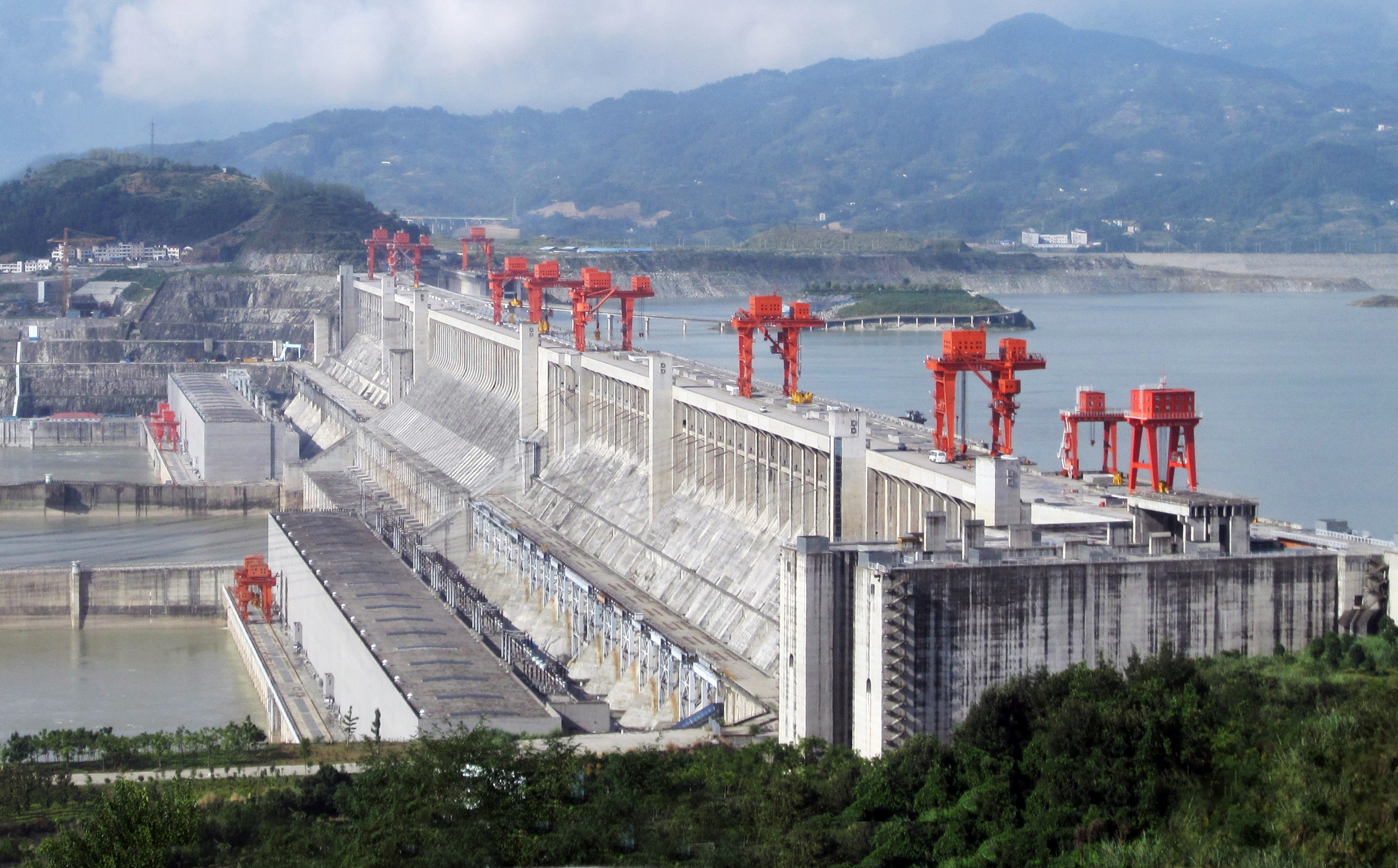
La diga delle Tre gole nella Cina centrale è il più grande impianto di produzione di energia al mondo di qualsiasi tipo.

L'energia idroelettrica è considerata una fonte di energia alternativa e rinnovabile, che sfrutta la trasformazione in energia elettrica, tramite un alternatore accoppiato ad una turbina in una centrale idroelettrica, dell'energia potenziale gravitazionale posseduta da una certa massa d'acqua contenuta in un lago ad una certa quota altimetrica, sfruttando un determinato dislivello, o direttamente dell'energia cinetica posseduta da un corso d'acqua.

## Storia

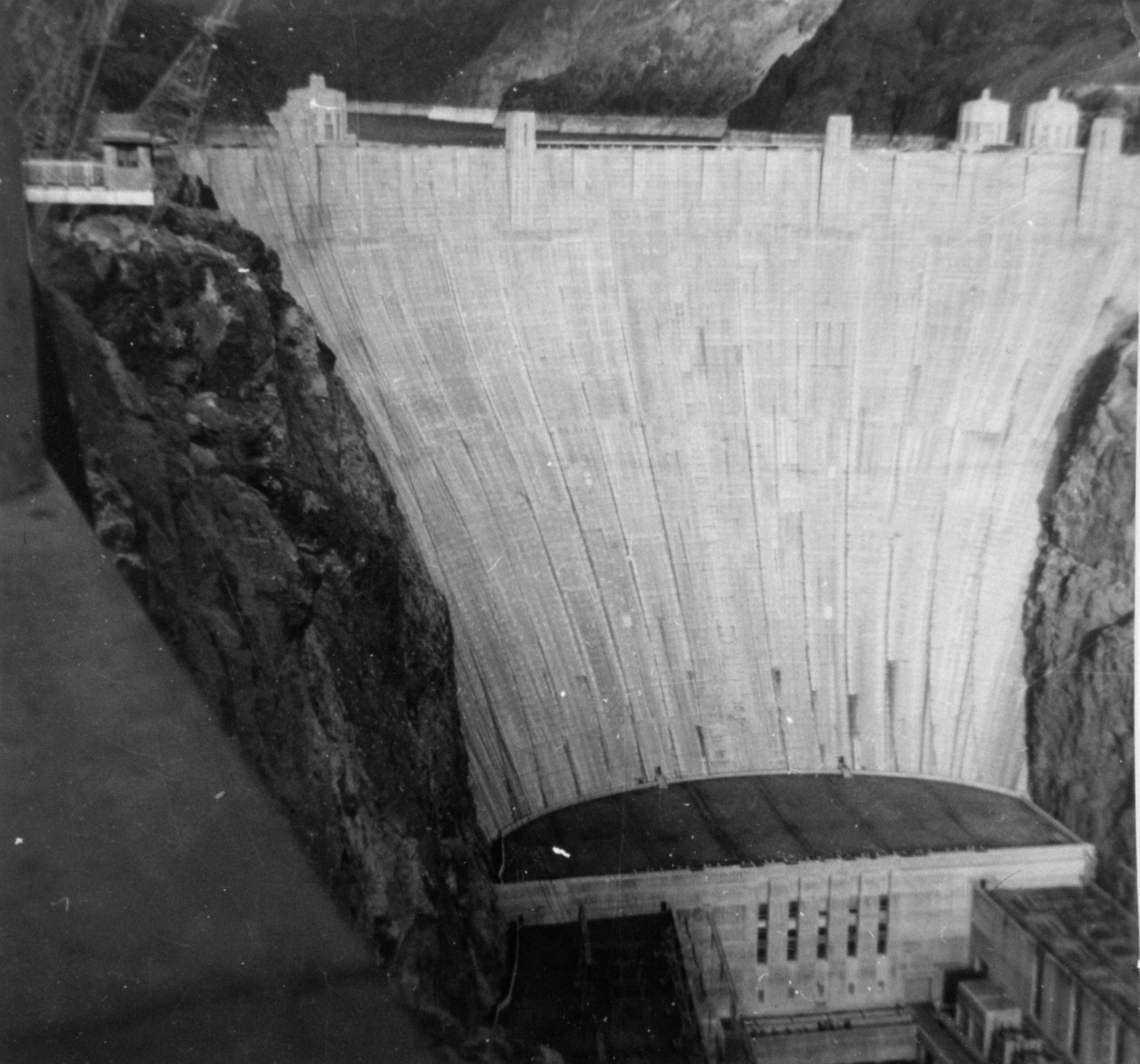
La diga di Hoover. Diga ad arco-gravità sul fiume Colorado.

I greci e i romani furono le prime civiltà nel Mondo, ad utilizzare la potenza dell'acqua, o più precisamente dell'energia cinetica prodotta da essa; si deve però specificare che queste due antiche civiltà sfruttarono questo tipo di energia rinnovabile solo per azionare semplici mulini ad acqua per macinare il grano.
Si deve aspettare il Basso Medioevo e le scoperte portate dal popolo degli Arabi del Nord Africa, per avere altri metodi di sfruttamento dell'energia contenuta in un flusso d'acqua: furono sempre più utilizzate, sia per l'irrigazione dei campi sia per la bonifica di vaste zone paludose, le ruote idrauliche, schematizzabili come mulini senza pale ruotanti su un punto fisso, per azione della forza esercitata dall'acqua stessa.
Un progresso tecnico di enormi proporzioni si è avuto alla fine dell'Ottocento, circa all'inizio della Seconda Rivoluzione Industriale avvenuta in Europa e non solo. In seguito all'evoluzione della ruota idraulica in turbina, macchina motrice costruita da una ruota a pale imperniata su un asse, che all'inizio era grossolana e schematizzata, con le innovazioni tecnologiche risalenti soprattutto della prima metà del Novecento, essa divenne sempre più perfezionata e anche funzionale.

## Descrizione
L'energia idroelettrica viene ricavata dal corso di fiumi o da laghi, naturali o artificiali (grazie alla creazione di dighe) tramite condotte forzate.
In base al funzionamento, le centrali idroelettriche si suddividono in:
- centrali a deflusso regolato, in cui si sfruttano diverse altezze di caduta, il che implica il differente tipo di turbina da adottare[4];
- centrali ad acqua fluente, in cui si utilizzano la massa di acqua fluviale che generalmente superano piccoli dislivelli ed in questo caso non vi è alcuna realizzazione di bacini artificiali, ma di contro si limita la scelta sul tipo di turbina in quanto generalmente si necessita l'utilizzo di giranti che siano in grado di gestire un flusso molto variabile, come la turbina Banki.

L'acqua di un lago o di un bacino artificiale viene convogliata a valle attraverso condutture forzate, trasformando così la sua energia potenziale in energia di pressione e cinetica grazie al distributore e alla turbina. L'energia meccanica viene poi trasformata attraverso il generatore elettrico, grazie al fenomeno dell'induzione elettromagnetica, in energia elettrica. Per permettere di immagazzinare energia e inoltre di averla a disposizione nel momento di maggiore domanda, sono state messe a punto centrali idroelettriche di generazione e di pompaggio. Nelle centrali idroelettriche di pompaggio, l'acqua viene pompata nei serbatoi a monte sfruttando l'energia prodotta e non richiesta durante la notte cosicché di giorno, quando la richiesta di energia elettrica è maggiore, si può disporre di ulteriori masse d'acqua da cui produrre energia. Questi impianti permettono di immagazzinare energia nei momenti di disponibilità per utilizzarla nei momenti di bisogno.
Nonostante i notevoli vantaggi per quanto riguarda l'inquinamento, la costruzione di dighe e grandi bacini o invasi artificiali, con l'allagamento di vasti terreni, apporta sempre e comunque un certo impatto ambientale che nei casi più gravi può provocare lo sconvolgimento dell'ecosistema della zona con grandi danni ambientali, come è successo con la grande diga di Assuan in Egitto, oppure rischi di tipo idrogeologico come accaduto nel disastro del Vajont.
La produzione di energia idroelettrica può avvenire anche attraverso lo sfruttamento del moto ondoso, delle maree e delle correnti marine. In questo caso si parla di energia mareomotrice.

### Acqua fluente
I sistemi ad acqua fluente vengono utilizzati quando il flusso d'acqua è presente tutto l'anno e/o non sia possibile realizzare un bacino idroelettrico o non sia necessario avere una gestione del corso d'acqua in quanto sempre sufficiente agli usi o quasi.

Il vantaggio di questa soluzione è nel ridotto impatto ambientale, minore costo iniziale, gestione meno articolata, anche se più frequente, utilizzabile in situazioni in cui non è possibile realizzare un bacino idrico, mentre lo svantaggio di questa soluzione è la ridotta scelta sul tipo di turbine utilizzabili, limitando di fatto la scelta alla turbina Banki.

### Bacino idroelettrico
Il bacino idroelettrico serve a raccogliere le acque di un fiume in un invaso artificiale, il cui elemento principale è la diga, e farne alzare la quota per poterne in seguito utilizzare il dislivello per la generazione di energia elettrica. Dal bacino alla centrale dove sono situati i generatori, è presente una condotta forzata, ovvero un tubo di sezione costante che può essere sotterranea o a vista. In prossimità di alcuni tipi di turbina, quale le Pelton, la condotta subisce un restringimento di sezione per favorire l'incremento di velocità di uscita dell'acqua sulle pale della turbina.
Qualora i bacini idroelettrici necessitino di condutture forzate, queste ultime hanno un rendimento nell'intorno del 0,97

### Centrale idroelettrica

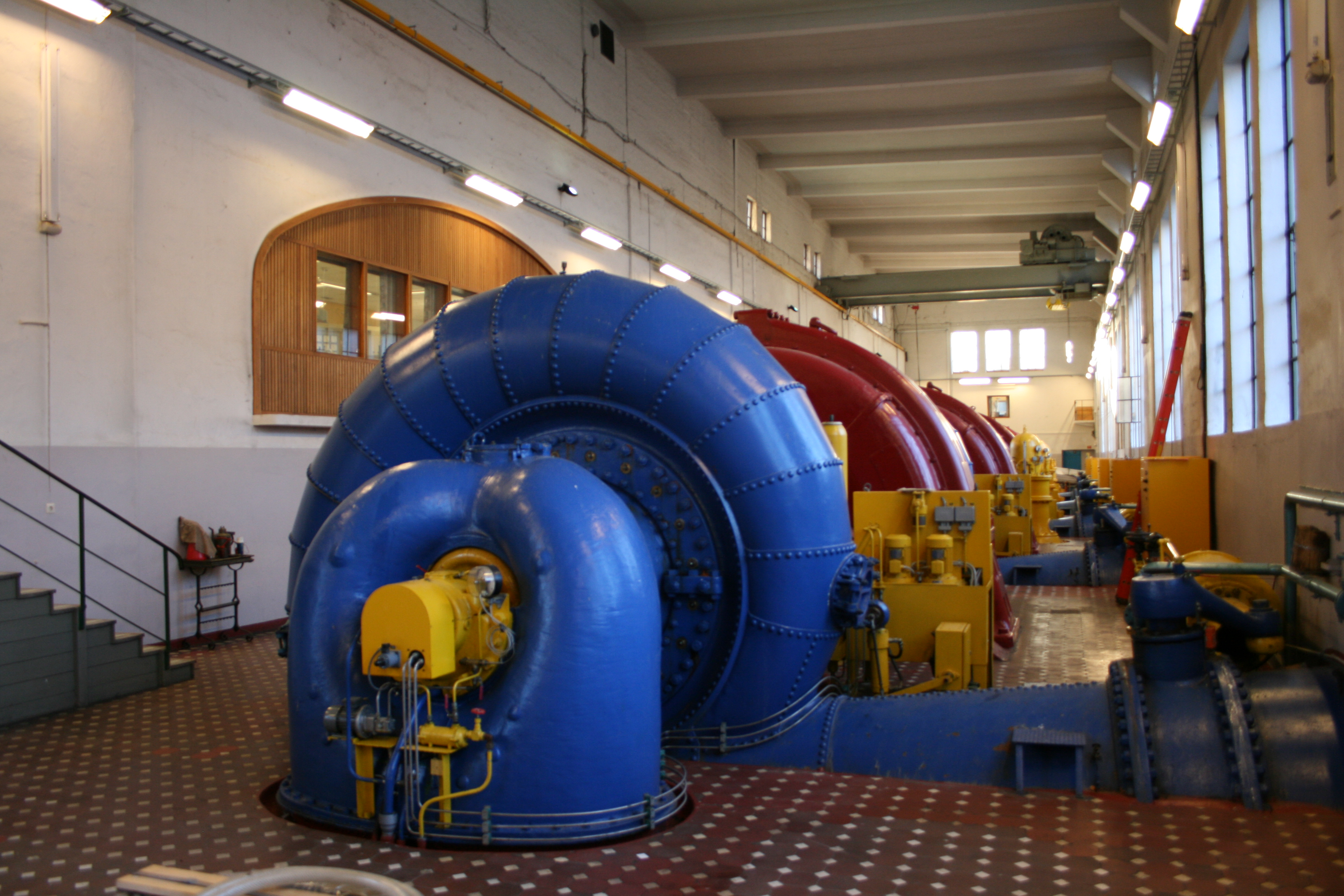
Turbine idrauliche in una centrale idroelettrica

Per centrale idroelettrica si intende una serie di opere di ingegneria idraulica posizionate in una certa successione, accoppiate ad una serie di macchinari idonei allo scopo di ottenere la produzione di energia elettrica da masse di acqua in movimento.
L'acqua viene convogliata in una o più turbine che ruotano grazie alla spinta dell'acqua. Ogni turbina è accoppiata a un alternatore che trasforma il movimento di rotazione in energia elettrica.
Lo sfruttamento dell'energia idroelettrica e la conseguente produzione di energia elettrica non è costante nel tempo, ma dipende dal rifornimento d'acqua, il quale può essere del tipo fluente (direttamente dal fiume) o regolato da un bacino d'acqua artificiale a sua volta dipendente dal regime degli immissari/fiumi e quindi dal regime precipitativo del bacino idrografico.
Una pratica diffusa in alcune città/zone è quella di pompare acqua nei bacini idroelettrici durante la notte quando l'energia da spendere costa meno e riutilizzare l'energia idroelettrica accumulata di giorno quando la richiesta è maggiore e conseguentemente il prezzo risulta maggiore ottenendo così un guadagno netto.

### Asta
Particolarmente nelle aree montuose si tende a sfruttare più volte la stessa acqua facendola passare da varie centrali idroelettriche poste a quote sempre più basse laddove la morfologia del territorio non rende possibile o comunque conveniente avere un unico grande salto. Nelle Alpi italiane è facile trovare situazioni in cui la stessa acqua è passata da 4 o 5 diverse centrali idroelettriche prima di arrivare al fiume Po.
Col termine asta si intende il complesso di opere idrauliche e centrali idroelettriche interconnesse che interessano il medesimo flusso idrico, in maniera sequenziale oppure articolata, generalmente operate dallo stesso gestore.
A titolo d'esempio un'asta articolata può essere composta da alcune captazioni che convogliano acqua ad una centrale idroelettrica AA le cui acque in uscita alimentano una centrale idroelettrica BB posta alcune centinaia di metri più in basso. Le acque in uscita da quest'ultima confluiscono in un lago artificiale assieme alle acque di scarico di una terza centrale CC alimentata dalle proprie captazioni, e a sua volta il lago alimenta una centrale DD posta ovviamente ad una quota ancora più bassa.

## Diffusione e futuri sviluppi
L'energia idroelettrica è la principale risorsa alternativa alle fonti fossili usata in Italia e garantisce circa il 14% del fabbisogno energetico italiano. La sua importanza in passato fu molto più grande perché dagli inizi del XX secolo sino al primo dopoguerra l'energia idroelettrica rappresentava la grande maggioranza dell'energia prodotta in Italia arrivando anche a toccare punte di poco inferiori al 100%. Gli sviluppi futuri dell'idroelettrico riguarderanno il miglioramento della flessibilità degli impianti, ossia la capacità di mantenere efficienze elevate anche al variare della portata (ricordiamo che al momento gli impianti idroelettrici sono molto più efficienti degli impianti eolici e solari- circa 3-5 volte di più). Sono previsti anche sviluppi del settore micro idroelettrico, specialmente di impianti con ruota idraulica e Vite di Archimede, nonché impianti di pompaggio (che producono energia durante il giorno e che ripompano l'acqua nel bacino della diga di notte), e impianti che utilizzano l'energia delle onde e delle maree. Grandi sforzi sono in corso per minimizzare gli impatti ambientali (scale per pesci, turbine fish-friendly).

## Impatti ambientali
Nel caso della creazione di bacini artificiali da sfruttare in ambito idroelettrico, i possibili impatti ambientali sono dovuti alle variazioni del microclima, all'impedimento del transito dei pesci migratori presenti d'acqua dolce, ai danni alla biodiversità per la modifica dell'ecosistema e all'erosione fluviale e delle coste alla foce del fiume, a causa del trattenimento da parte della diga dei sedimenti trasportati dal corso d'acqua.
Inoltre, la creazione di bacini artificiali contribuisce alle emissioni di gas serra (anidride carbonica e metano) in quantità significativa, specialmente nei primi anni, a causa della digestione anaerobica del materiale organico presente nelle acque, fenomeno che avviene anche nei laghi naturali e nei fiumi; i valori di queste emissioni sono stimati in 48 milioni di tonnellate di anidride carbonica e 3 milioni di tonnellate di metano, equivalenti al 4% delle emissioni mondiali di metano da parte delle acque interne, ma potrebbero essere superiori in funzione delle condizioni del bioma in cui si trova il bacino.